# Орден Трудовой Славы (Беларусь)
Орден Трудовой Славы (белор. Ордэн Працоўнай Славы) — одна из государственных наград Республики Беларусь, учреждённая 28 апреля 2015 года. Первое награждение состоялось 10 декабря 2020 года: орденом был удостоен Белорусский национальный технический университет. Данный орден стал первой в истории суверенной страны наградой, которая присуждалась не лицу, а организации.

## Условия награждения
Орденом Трудовой Славы награждают:
- За особые достижения в промышленности, сельском хозяйстве, строительстве, на транспорте, в сфере обслуживания
- За выдающиеся заслуги в области культуры, литературы, искусства, образования, медицины, научно-исследовательской деятельности и других областях трудовой деятельности
- За самоотверженный высокопроизводительный труд, изготовление продукции высокого качества, внедрение в производство новой техники, технологии, передового опыта, особо ценные изобретения и рационализаторские предложения
- За особые заслуги в области государственной и общественной деятельности, в укреплении законности, правопорядка и обороноспособности страны[3].

Награждение орденом производится при условии многолетней работы в соответствующих сферах деятельности.
Также орденом могут быть награждены организации, воинские части (подразделения), соединения Вооружённых Сил Республики Беларусь, других войск и воинских формирований, а также коллективы их работников.

## Описание
Орден Трудовой Славы представляет собой знак, в основе которого — круглая зубчатая розетка из металла серебристого цвета. В верхней части ордена размещено изображение Государственного флага Республики Беларусь, покрытого красной, зелёной и белой эмалью, с надписью золотистого цвета «Працоўная Слава». В центральной части ордена, покрытой синей эмалью, расположено рельефное изображение элементов, символизирующих труд людей, занятых на транспорте, в строительстве, машиностроении, науке. Центральная часть ордена окаймлена изображением шестерни, покрытой чёрной эмалью. Вдоль шестерни вправо и влево расходятся пшеничные колосья в сочетании с лавровыми листьями золотистого цвета. Внизу колосья соединены лентой, покрытой белой эмалью. Обратная сторона ордена имеет гладкую поверхность, в центре находится номер ордена.
Орден при помощи ушка и кольца соединяется с пятиугольной колодкой, обтянутой муаровой лентой темно-синего цвета с продольными полосками. Посередине ленты находится красная полоска. Слева и справа от красной полоски расположены по две полоски жёлтого и голубого цвета каждая. Основные металлы ордена — серебро с позолотой.
Кавалеры ордена Трудовой Славы должны носить его на левой груди, располагая эту награду после ордена Воинской Славы — высшей военной награды Республики Беларусь, если она у них имеется.

### Орден в цифрах
- Высота ордена (без колодки) — 46 мм
- Ширина ордена — 46 мм
- Ширина колодки — 24 мм
- Ширина красной ленты (колодка) — 4 мм
- Ширина золотой и синей ленты (колодка) — 3 мм.

## Награждения
| № п/п | Стра на       | Фотография | Фамилия Имя Отчество                                            | Должность либо профессия на момент награждения | Дата награждения     | Номер Указа Президента Республики Беларусь | За что награждён |
| ----- | ------------- | ---------- | --------------------------------------------------------------- | --- | -------------------- | ------------------------------------------ | --- |
| 1     | Флаг Беларуси |            | Белорусский национальный технический университет                | Белорусский национальный технический университет | 10 декабря 2020 года | — 2020 г., № 456, 1/19378                  | За значительный вклад в развитие инженерно-технического образования, проведение научных исследований в области машиностроения, энергетики, строительства и архитектуры, внедрение новых современных технологий, подготовку научных кадров и в связи со 100-летием со дня основания университета |
| 2     | Флаг Беларуси |            | Лютов, Сергей Николаевич                                        | настройщик станков и манипуляторов с программным управлением цеха программных станков открытого акционерного общества «БЕЛАЗ» — управляющая компания холдинга «БЕЛАЗ-ХОЛДИНГ» | 26 февраля 2021 года | — 2021 г., № 62, 1/19519                   | За многолетний плодотворный труд, высокий профессионализм, образцовое исполнение должностных обязанностей, значительный личный вклад в укрепление обороноспособности страны, развитие промышленного комплекса республики, сельскохозяйственной отрасли и машиностроения, достижение высоких производственных показателей, заслуги в организации и оказанию медицинской помощи населению, обучению и воспитанию подрастающего поколения                                                                               |
| 3     | Флаг Беларуси |            | Маркевич, Василий Петрович                                      | генеральный директор открытого акционерного общества общество «Птицефабрика «Дружба», Барановичский район | 26 февраля 2021 года | — 2021 г., № 62, 1/19519                   | За многолетний плодотворный труд, высокий профессионализм, образцовое исполнение должностных обязанностей, значительный личный вклад в укрепление обороноспособности страны, развитие промышленного комплекса республики, сельскохозяйственной отрасли и машиностроения, достижение высоких производственных показателей, заслуги в организации и оказанию медицинской помощи населению, обучению и воспитанию подрастающего поколения                                                                               |
| 4     | Флаг Беларуси |            | Бабок, Пётр Александрович                                       | оператор станков с программным управлением механического цеха № 4 открытого акционерного общества «Минский тракторный завод» | 3 мая 2021 года      | — 2021 г., № 172, 1/19667                  | За многолетний плодотворный труд, высокий профессионализм, образцовое исполнение должностных обязанностей, значительный личный вклад в развитие белорусского тракторостроения, промышленного комплекса республики и строительной отрасли, достижения в сфере науки и образования, заслуги в сохранении и популяризации национальной культуры, активную общественную деятельность: |
| 5     | Флаг Беларуси |            | Жибуль, Татьяна Николаевна                                      | маляр механического цеха № 2 открытого акционерного общества «Минский тракторный завод» | 3 мая 2021 года      | — 2021 г., № 172, 1/19667                  | За многолетний плодотворный труд, высокий профессионализм, образцовое исполнение должностных обязанностей, значительный личный вклад в развитие белорусского тракторостроения, промышленного комплекса республики и строительной отрасли, достижения в сфере науки и образования, заслуги в сохранении и популяризации национальной культуры, активную общественную деятельность: |
| 6     | Флаг Беларуси |            | Самусевич, Леонид Николаевич                                    | начальник корпуса сборки тракторов открытого акционерного общества «Минский тракторный завод» | 3 мая 2021 года      | — 2021 г., № 172, 1/19667                  | За многолетний плодотворный труд, высокий профессионализм, образцовое исполнение должностных обязанностей, значительный личный вклад в развитие белорусского тракторостроения, промышленного комплекса республики и строительной отрасли, достижения в сфере науки и образования, заслуги в сохранении и популяризации национальной культуры, активную общественную деятельность: |
| 7     | Флаг Беларуси |            | Лепарская, Ирина Юрьевна                                        | главный тренер национальной команды Республики Беларусь по гимнастике художественного учреждения «Республиканский центр олимпийской подготовки по гимнастике художественной» | 25 февраля 2022 года | — 2022 г., № 71, 1/20203                   | За многолетний плодотворный труд, высокий профессионализм, образцовое исполнение должностных обязанностей, значительный личный вклад в подготовку спортсменов высокого класса, обучение и воспитание подрастающего поколения, отличные творческие и спортивные достижения, заслуги в развитии сельскохозяйственного производства и строительной отрасли, сферы образования, культуры и искусства |
| 8     | Флаг Беларуси |            | Ветерец, Святослав Иванович                                     | электрогазосварщик, занятый на резке и ручной сварке, службы энергетика цеха № 93 механосборочного производства открытого акционерного общества «Минский тракторный завод» | 9 сентября 2022 года | — 2022 г., № 318, 1/20506                  | За многолетний плодотворный труд, образцовое выполнение служебных обязанностей, смелость и решительность, проявленные при спасении людей во время пожара, достижение высоких производственных показателей и разработку инновационной продукции, значительный личный вклад в укрепление судебной системы, развитие машиностроения, нефтехимического комплекса, строительства, сельского хозяйства и промышленности, средств массовой информации, заслуги в образовании, медицине, науке, культуре, искусстве и спорте |
| 9     | Флаг Беларуси |            | Свиридов, Андрей Леонидович                                     | оператор по обслуживанию пылезавловных установок службы энергетика сталелитейного цеха открытого акционерного общества «Минский тракторный завод» | 9 сентября 2022 года | — 2022 г., № 318, 1/20506                  | За многолетний плодотворный труд, образцовое выполнение служебных обязанностей, смелость и решительность, проявленные при спасении людей во время пожара, достижение высоких производственных показателей и разработку инновационной продукции, значительный личный вклад в укрепление судебной системы, развитие машиностроения, нефтехимического комплекса, строительства, сельского хозяйства и промышленности, средств массовой информации, заслуги в образовании, медицине, науке, культуре, искусстве и спорте |
| 10    | Флаг Беларуси |            | Халько, Степан Петрович                                         | директор унитарного аграрного предприятия «Молодово-Агро», Ивановский район | 9 сентября 2022 года | — 2022 г., № 318, 1/20506                  | За многолетний плодотворный труд, образцовое выполнение служебных обязанностей, смелость и решительность, проявленные при спасении людей во время пожара, достижение высоких производственных показателей и разработку инновационной продукции, значительный личный вклад в укрепление судебной системы, развитие машиностроения, нефтехимического комплекса, строительства, сельского хозяйства и промышленности, средств массовой информации, заслуги в образовании, медицине, науке, культуре, искусстве и спорте |
| 11    | Флаг Беларуси |            | Потапович, Иван Иванович                                        | оператор по искусственному осеменению животных сельскохозяйственного производственного кооператива «Ляховичский» | 14 ноября 2022 года  | — 2022 г., № 404, 1/20603                  | За многолетний плодотворный труд, значительный личный вклад в развитие агропромышленного комплекса, достижение высоких производственных показателей |
| 12    | Флаг Беларуси |            | Романюк, Валентина Михайловна                                   | оператор машинного доения открытого акционерного общества «Остромечево», Брестский район | 14 ноября 2022 года  | — 2022 г., № 404, 1/20603                  | За многолетний плодотворный труд, значительный личный вклад в развитие агропромышленного комплекса, достижение высоких производственных показателей |
| 13    | Флаг Беларуси |            | Шпаков, Григорий Куприянович                                    | председатель правления сельскохозяйственного производственного кооператива «50 лет Октября», Речицкий район | 14 ноября 2022 года  | — 2022 г., № 404, 1/20603                  | За многолетний плодотворный труд, значительный личный вклад в развитие агропромышленного комплекса, достижение высоких производственных показателей |
| 14    | Флаг Беларуси |            | Открытое акционерное общество «Молочный мир»                    | Открытое акционерное общество | 10 февраля 2023 года | — 2023 г., № 33, 1/20723                   | За значительные достижения в перерабатывающей промышленности, эффективную деятельность и изготовление продукции высокого качества |
| 15    | Флаг Беларуси |            | Прокопчук, Николай Романович                                    | профессор кафедры полимерных композиционных материалов учреждения образования «Белорусский государственный технологический университет» | 9 августа 2023 года  | — 2023 г., № 255, 1/20980                  | За многолетний плодотворный труд, высокий профессионализм, образцовое выполнение служебных обязанностей, мужество и отвагу, проявленные при спасении человека на воде, значительный личный вклад в развитие судебной системы, нефтеперерабатывающей и химической промышленности, сельскохозяйственного производства, дорожного строительства, достижения в сферах образования, социальной защиты населения, торговли, науки и культуры                                                                               |
| 16    | Флаг Беларуси |            | Ефременко, Сергей Владимирович                                  | директор производственного унитарного предприятия «Цветлит» общественного объединения «Белорусское общество глухих» | 9 августа 2023 года  | — 2023 г., № 255, 1/20980                  | За многолетний плодотворный труд, высокий профессионализм, образцовое выполнение служебных обязанностей, мужество и отвагу, проявленные при спасении человека на воде, значительный личный вклад в развитие судебной системы, нефтеперерабатывающей и химической промышленности, сельскохозяйственного производства, дорожного строительства, достижения в сферах образования, социальной защиты населения, торговли, науки и культуры                                                                               |
| 17    | Флаг Беларуси |            | Дырман, Иван Васильевич                                         | заместитель Министра обороны по вооружению – начальник Вооружения Вооружённых Сил, председатель ДОСААФ, генерал-майор | 9 октября 2023 года  | — 2023 г., № 317, 1/21063                  | За многолетнюю плодотворную работу, высокий профессионализм, личные заслуги в сфере государственной и общественной деятельности, укрепления правопорядка и обороноспособности государства |
| 18    | Флаг Беларуси |            | Филимонов, Михаил Васильевич                                    | помощник генерального директора по взаимодействию с государственным производственным объединением электроэнергетики «Белэнерго», Министерством энергетики и другими органами государственного управления республиканского унитарного предприятия «Белорусская атомная электростанция» | 21 марта 2024 года   | — 2024 г., № 108, 1/21288                  | За добросовестный плодотворный труд, высокий профессионализм, значительный вклад в реализацию инвестиционного проекта по строительству Белорусской атомной электростанции |
| 19    | Флаг Беларуси |            | Открытое акционерное общество «Парохонское», Пинский район      | Открытое акционерное общество | 1 октября 2024 года  | — 2024 г., № 386, 1/21606                  | За значительный вклад в развитие агропромышленного комплекса, достижение высоких производственных показателей |
| 20    | Флаг Беларуси |            | Производственный кооператив имени В.И.Кремко, Гродненский район | Производственный кооператив | 15 октября 2024 года | — 2024 г., № 394, 1/21613                  | За значительный вклад в развитие агропромышленного комплекса, достижение высоких производственных показателей |

## Интересные факты
- Орден перешёл в государственные награды Республики Беларусь из наградной системы СССР и был учреждён Национальным собранием Республики Беларусь в 2015 году. Но, в отличие от советской награды, данный орден Трудовой Славы не имеет степеней[6].
- Несмотря на то что государственная награда была учреждена в 2015 году, первое награждение состоялось только через пять лет — 10 декабря 2020 года.
- На лицевой стороне ордена изображены элементы, символизирующие труд людей, занятых на транспорте (самолёт), в строительстве (строительный кран и строящееся здание), машиностроении (карьерный самосвал БелАЗ), науке (ядро атома). При этом символ науки — ядро атома — изображён выше остальных.